# الفضل بن عيسى
الفضل بن عيسى، المعروف أيضاً باسم الفضل الثاني، هو أمير من آل الفضل، وهي سلالة عربية هيمنت على الصحراء السورية ابتداءً من القرن 13. بين 1311 و1317، كان الفضل بمثابة أمير العرب، مما أعطاه السلطة على القبائل البدوية شمال سوريا نيابة عن السلطنة المملوكية.

## سيرته
الفضل هو ابن عيسى بن مهنا، زعيم عشيرة الفضل، وهي فرع من قبيلة بني ربيعة الطائية. بدءً من عيسى، أصبح ينتقل لقب أمير العرب (قائد البدو) وراثياً في آل الفضل نيابة عن السلطنة المملوكية. بعد وفاة عيسى في 1284، أصبح شقيق الفضل مهنا أميراً للعرب وصاحب إقطاعات سلمية، تدمر وأماكن أخرى في سوريا. عندما اختلف مهنا مع السلطان المملوكي الناصر محمد بن قلاوون في 1311 أو 1312، وانشق إلى مغول الإلخانات، عُيِّن السلطان الفضل في مكانه كأمير العرب.
على الرغم من معارضة الفضل لانشقاق مهنا، فقد وضح المؤرخ العربي الذي عاش في القرن 14، شهاب الدين أحمد بن فضل الله العمري، أن الأخوين تعاونا مع المماليك والإلخانيين على حد سواء، من أجل مصالحهما. كتب العمري «كانوا متفقين على غالبية هذه السياسة، ولكن علناً كانوا على خلاف ذلك». عاد مهنا إلى منصب أمير العرب في 1317. في السنة التالية، زار الفضل أبو سعيد، ابن وخلفية الحاكم الإلخاني محمد أولجايتو، لإعطائه خيولاً عربية هدية في بغداد. بعد فترة وجيزة، أُفيد أن القبائل البدوية لمنطقتي الأحساء والقطيف أخرجت الفضل إلى البصرة جنوب بغداد.
نُفي مهنا مع فرع من أسرته في 1320، وبعد ذلك، حل محله محمد بن أبو بكر، وهو يقربه من البعيد. في 1322، عُيِّن الفضل مكانه للمرة الثانية. خلال زيارته لسلمية في 1324، كان من الواضح أنه لا يزال لمهنا تأثير على البدو في سوريا في حين كان الفضل أميراً اسميا يتلقى راتباً حكومياً. في 1328، أعطى الفضل نجل مهنا، سليمان، مبالغ كبيرة بعد انشقاق هذا الأخير وخروجه عن طاعة الإلخانيين، ووافق على إرساله إلى السلطات المملوكية في الرحبة. واصل الفضل حكم البدو، على الأقل اسميا، حتى 1330 عندما حل مكانه مهنا مرة أخرى. تُوفي مهنا في 1334 ويُرَجَّح أن الفضل تُوفي كذلك قبل أو بعد وفاة مهنا بسنوات قليلة. ظل لقب أمير العرب وراثياً داخل عشيرة آل الفضل، ولكن كان يذهب مباشرة إلى الذين هم من نسل مهنا. في بعض المناسبات، يذهب إلى الذين ينتسبون إلى الفضل بطريقة مباشرة، مثل أبنائه عيسى (حكم في 1342–1343) وسيف (حكم في 1343–1345، 1347–1348).

## الملاحظات
1. ↑  اسمه الكامل مع نسبه: الفضل بن عيسى بن مهنا بن مانع بن حديثة بن عضية بن الفضل بن بن ربيعة بن حازم بن علي بن المفرج بن دغفل بن الجراح الشامي الطائي التدمري